# Antonio Grimani (Patriarch)

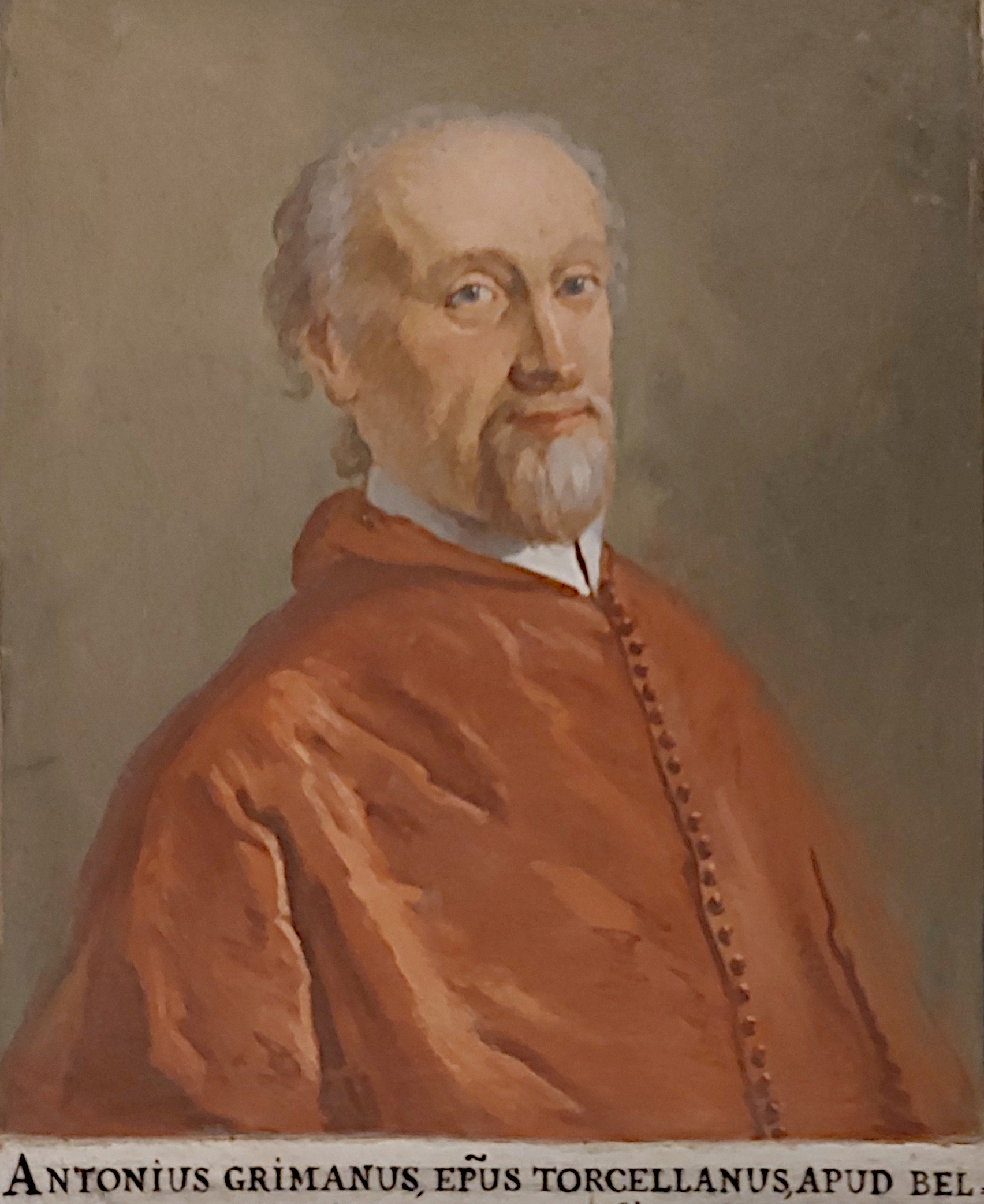
Patriarch Antonio Grimani

Antonio Grimani (* 1557; † 26. Januar 1628 in Venedig, Republik Venedig) war ein venezianischer Bischof und Patriarch von Aquileia.

## Leben
Antonio entstammte der Adelsfamilie Grimani. Er war ein Neffe des Patriarchen Giovanni Grimani.
Am 26. Oktober 1587 wurde er zum Bischof von Torcello ernannt. Kardinal Giovanni Battista Castrucci spendete ihm am 12. April 1610 in Rom die Bischofsweihe. Er wurde Nuntius der Republik Venedig in Frankreich und in Belgien. Vom 2. Juli 1605 bis zum 27. Juni 1616 wurde er von Papst Paul V. als Apostolischer Nuntius nach Florenz entsandt.
Am 22. Mai 1618 wurde er zusätzlich zum Koadjutor-Patriarchen von Aquileia ernannt. Im September 1618 trat er als Bischof von Torcello zurück. Nach dem Tod von Ermolao Barbero am 22. Dezember 1622 folgte er diesem als Patriarch nach.
Antonio Grimani starb am 26. Januar 1628 in Venedig und wurde in der Familienkapelle in der Kirche San Francesco della Vigna beigesetzt.